# Мессмер, Пьер
Пьер-Жозе́ф-Огюст Мессме́р (фр. Pierre-Auguste-Joseph Messmer; 20 марта 1916, Венсенн, Франция — 29 августа 2007, Валь-де-Грас, Париж, Франция) — премьер-министр Франции в 1972–1974 годах, при президенте республики Жорже Помпиду (и в переходный период после его смерти). Причислялся к ведущим «баронам голлизма».

## Биография
В 1937 году окончил Национальную школу заморских территорий Франции (École nationale de la France d’Outre-mer), в 1936 году — Школу восточных языков (École des langues orientales). В 1939 защищает диссертацию в области юридических наук.
Голлист, боец Иностранного легиона, участник битвы у Бир-Хакейма во Второй мировой войне. На протяжении большей части карьеры занимался французскими колониями и заморскими территориями, или непоследственно там работая, или в министерстве по их делам в Париже. Был во вьетнамском плену во время войны в Индокитае (десантировался с парашютом в 1945 году и был захвачен).
В 1946 году — генеральный секретарь межминистерского комитета по Индокитаю (Comité interministériel pour l’Indochine),
В 1947—1948 годах — руководитель кабинета французского Верховного комиссара в Индокитае.
В 1950—1952 годах — администратор провинции Адрар в Мавритании.
В 1952—1954 годах — лейтенант-губернатор заморской территории Мавритания,
В 1954—1956 годах — губернатор заморской территории Берег Слоновой Кости,
В 1956—1958 годах — Верховный комиссар Французского Камеруна,
В 1958 году — Верховный комиссар Французской Экваториальной Африки,
В 1958—1959 годах — Верховный комиссар Французской Западной Африки.
В 1960—1969 годах при президенте де Голле — военный министр (самое продолжительное пребывание в должности со времён маркиза де Лувуа при Людовике XIV). В 1961 году участвовал в подавлении Путча генералов, вооруженного мятежа французских частей расквартированных в Алжире против политики президента де Голля направленной на предоставление Алжиру независимости. Активно содействовал в проводимой де Голлем политике, направленной на развитие национальной ядерной программы, как средства давления при достижении национальных внешнеполитических целей: освобождения страны от опеки Вашингтона, занятие более самостоятельной позиции в НАТО и повышение престижа Франции в Западной Европе. При этом общественность возлагает на Мессмера ответственность за последствия первых ядерных испытаний в Алжире для французского контингента, смертность от которых оценивается в 30 тысяч человек.
В 1971—1972 годах при президенте Помпиду — министр заморских территорий.
В 1972—1974 годах — премьер-министр Франции. Сменил Жака Шабан-Дельмаса после скандала, связанного с его налогами, и трений между ним и Помпиду из-за социальной политики. В последние месяцы жизни тяжело больного Помпиду премьер взял на себя многие государственные дела; после его смерти «ближний круг» президента советовал Мессмеру баллотироваться в президенты, но тот отказался.
В 1968—1988 годах — депутат Национального Собрания Франции, в 1986—1988 годах — руководитель депутатской фракции партии Объединение в поддержку республики. Соучредитель Движения инициативы и свободы.
В 1971—1989 годах — мэр Сарбура, в 1978—1979 годах — председатель регионального совета Лотарингии.
Член Французской академии (1999, избран на место своего министра иностранных дел Мориса Шумана). После смерти Шабан-Дельмаса в 2000 году являлся старейшим экс-премьером Франции.
В 2006 году был избран на пост канцлера ордена Освобождения, который и занимал до своей смерти.
Умер 29 августа 2007 года в возрасте 91 года в больнице Валь-де-Грас в Париже.